# Валцер одбачених
Валцер одбачених је трећи роман Метија Камберија написан 2022. године у издању Scero printа из Ниша.

## О писцу
Мети Камбери је рођен 2000. године у Нишу, у сиромашној ромској породици. Тумарао је са братом улицама и просио. Променио је три хранитељске породице. У дванаестој години смештен је у дом за незбринуту децу „Душко Радовић”. Због пропуста у образовању није знао да чита и пише. Захваљујући снази воље успео је да заврши средњу школу са одличним успехом и уписао факултет. Након пунолетства, како закон предвиђа, морао је да напусти смештај у дому. Почео је да ради на грађевини и сналазио се уз помоћ пријатеља. Мети већ неколико година ради и у воленторском тиму Уједињених нација у Србији.
Камбери оца никада није упознао, а мајка га је напустила. Почео је да пише како би победио своје унутрашње страхове, немире и демоне. Мети каже о свему томе:
| „ | Мислим да сам раније сазрео од моје генерације и научио сам те уличне кодексе, пре свега да будем моралан, честит, веран, поштен, искрен, иако то људима делује као да сам уличар, праварант, овакав и онакав, али не...(о писању романа) Желео сам прикажем праву слику система. Извршио сам катарзу на неки себи својствен начин и сада ми је пуно лакше. | ” |

## О књизи
Трећи роман Валцер одбачених Мети Камбери написао је у хотелској соби у Новом Пазару за само 20 дана.
Валцер одбачених није повезан са предходна два романа и преставља причу за себе.
Камбери је рекао
| „ | Када се валцер заврши онда се људи раздвоје а тако је и у животу. У неким моментима смо блиски са неким, а када се музика заврши - нисмо, и то је живот. | ” |

Главни јунак романа је момак по имену Шаол, чије је друго име Клошар. Луталица је и велики сањар, оптимиста и песимиста у исто време, храбар и одлучан да постигне успех. 
Са ожиљцима из прошлости и ноћним морама, великим болом у срцу жељан је лепог. Да би дошао до бољег живота његов јунак од кафе кувара у суду прелази дуг и турбулентан пут до блудника, развратника и жигола.
Описује Шолово присно пријатељство са Кољом који је старији од њега. Коља је дипломирани педагог и још један на листи одбачених са маргине друштва.
Мети Камбери о овом роману каже:
| „ | Радња романа не прати радње Града бола и Града греха, али има социјану црту као заједничку нит са претходна два романа. Мој живот је попут приче са филмског платна. Пун турбуленција, преокрета, неизвесног и неочекиваног. Пишем оно што живим, и живим оно што пишем. | ” |